# Хелиосфера
Хелиосфера је област у Сунчевом систему у којој је притисак Сунчевог ветра јачи од притиска честица међузвезданог простора. Овај „мехур“ око Сунца има полупречник нешто више од 100 астрономских јединица и завршава се негде у расејаном диску.